# Agnes Arber
Agnes Robertson Arber FRS (Londen, 23 februari 1879 – Cambridge, 22 maart 1960) was een Brits plantkundige. Haar botanische werk in het begin van de twintigste eeuw richtte zich vooral op de plantenmorfologie en plantenanatomie, in het bijzonder deeenzaadlobbigen. Later legde ze zich toe op de filosofie van de biologie, met name de aard van biologisch onderzoek, en hield ze zich bezig met de geschiedenis van de botanie.
Arber was de derde vrouw en de eerste vrouwelijke botanicus die werd verkozen tot Fellow van de Royal Society (21 maart 1946). Ze was tevens de eerste vrouw die de Gouden Medaille van de Linnean Society of London ontving (24 mei 1948).

## Biografie
Agnes Arber werd als Agnes Robertson geboren op 23 februari 1879 in Londen. Ze was het eerste kind van Henry Robertson, een kunstenaar, en Agnes Lucy Turner. Ze had drie jongere broers en zussen. Haar vader gaf haar tijdens haar jeugd regelmatig tekenlessen wat ertoe leidde dat ze later zelf in staat was om haar wetenschappelijke publicaties te illustreren.
Op achtjarige leeftijd ging ze naar de North London Collegiate School waar haar interesse voor botanie werd aangewakkerd. Ze publiceerde haar eerste onderzoeksresultaten in 1894 in de schoolkrant. Later was ze de beste leerling tijdens het schoolexamen plantkunde, waardoor ze een beurs won. Ze ontmoette hier ook de plantenmorfoloog Ethel Sargant, die later haar vriend en mentor werd en invloed zou hebben op de manier waarop ze haar onderzoek uitvoerde.
ze begon in 1897 aan het University College, Londen, en behaalde in 1899 haar diploma. Vervolgens volgde ze aan het Newnham College, Cambridge, een natuurwetenschappelijke opleiding. Na haar studie in 1902 werkte ze een jaar in het laboratorium van Ethel Sargant. Daarna keerde ze  terug naar het University College in Londen. In 1905 behaalde ze een doctoraat.
Robertson trouwde met paleobotanicus Edward Alexander Newall Arber (1870–1918). In 1909 verhuisde ze met haar man terug naar Cambridge, waar ze de rest van haar leven bleef wonen. Ze kregen één kind, Muriel Agnes Arber (1913–2004). Het werk van Arber werd in 1912 bekroond met een Research Fellowship van het Newnham College. Vanaf haar huwelijk tot aan de sluiting van dit lab in 1927 deed ze onderzoek in het Balfour Laboratory for Women. Ook had ze een klein laboratorium in haar huis, totdat ze zich in de jaren veertig met de filosofie ging bezighouden.
Agnes Arber overleed op 22 maart 1960 op 81-jarige leeftijd.

## Wetenschappelijke carrière

### Begin van haar carrière
Voordat ze begon met haar studie aan het University College in Londen werkte ze in de zomer van 1897 met Ethel Sargant in diens laboratorium te Reigate. Sargant gaf haar les in het prepareren van plantaardig materiaal. Ze keerde in de tijd dat ze in Londen studeerde ten minste één zomervakantie terug naar het laboratorium van Sargant. Arber was tussen 1902 en 1903 onderzoeksassistent van Sargant en verrichtte onderzoek naar zaadstructuren. In 1903 publiceerde ze haar eerste paper: Notes on the anatomy of Macrozamia heteromera' in de Proceedings of the Cambridge Philosophical Society. Terwijl ze aan het University College in Londen verbonden was, deed ze onderzoek aan naaktzadigen, en publiceerde verschillende papers over hun morfologie en anatomie.

### Balfour Laboratory, Cambridge
In 1909 stelde het Newnham College werkruimte in het Balfour Laboratory for Women beschikbaar waar ze tot aan de sluiting in 1927 bleef werken.
Na de toekenning van een Research Fellowship door het Newnham College in de periode 1912-1913 publiceerde ze haar eerste boek in 1912. Herbals, their origin and evolution. Dit boek omschrijft de ontwikkeling van gedrukte kruidenboeken in de periode tussen 1470 en 1670. Arber brengt het ontstaan en de ontwikkeling van de botanie als een discipline binnen de natuurlijke geschiedenis in verband met de ontwikkeling van plantbeschrijvingen, classificaties en identificaties in kruidenboeken gedurende deze periode. Het boek werd grotendeels herschreven en uitgebreid voor de tweede druk in 1938. Een derde druk verscheen in 1986. Het werk wordt nog steeds beschouwd als het standaardwerk voor de geschiedenis van kruidenboeken.
Arber richtte zich in haar onderzoek op de anatomie en morfologie van de eenzaadlobbigen. In 1920 had ze twee boeken en 94 overige publicaties op haar naam staan. Haar tweede boek Water Plants: A Study of Aquatic Angiosperms werd in 1920 uitgebracht. In dit boek presenteert ze een vergelijkend onderzoek naar waterplanten waarin ze de morfologische verschillen analyseert. Haar boek is het eerste werk dat een algemene beschrijving van waterplanten geeft.
In 1925 publiceerde Arber haar derde boek: The Monocotyledons. De redactie van de Cambridge Botanical Handbooks series had in 1910 aan Ethel Sargant gevraagd om voor deze serie een boek over eenzaadlobbigen te schrijven. Zijn slechte gezondheid maakte het echter onmogelijk om dit boek te voltooien waarna Arber in 1918 voorstelde zijn werk voort te zetten. In The Monocotyledons borduurt Arber voort op de analytische methoden die ze eerder had uiteengezet in haar boek Water Plants. Ook geeft ze een gedetailleerd overzicht van de eenzaadlobbigen en vergelijkt ze hun anatomie.

### Latere werk
Na de sluiting van het Balfour Laboratory zette ze haar onderzoek voort in een klein laboratorium in een achterkamer van haar huis. De hoogleraar plantkunde Albert Charles Seward, verantwoordelijk voor de huisvesting binnen de botanische school, was van mening dat er geen ruimte meer was voor Arber en haar werk.
Na de publicatie van The Monocotyledons bleef Arber zich bezighouden met de eenzaadlobbigen en richtte ze haar onderzoek op de familie Gramineae. Dit leidde tot de publicatie van haar laatste boek over plantmorfologie, The Gramineae (1934). Hierin beschrijft ze de levenscyclus, de embryologie en de reproductieve en vegetatieve cyclus van granen, grassen en bamboe. Voor dit boek deed ze vergelijkend anatomisch onderzoek. Ze begint het boek met de geschiedenis van deze planten in relatie tot de mens". Na dit boek volgde een reeks van tien papers in The Annals of Botany
Tussen 1930 en 1942 deed Arber onderzoek naar de structuur van vele bloemen met verschillende vormen. In deze periode publiceerde ze tien artikelen. In 1937 publiceerde ze een samenvatting van de morfologische ideeën met betrekking tot bloemstructuren.
In januari 1942 publiceerde ze haar laatste paper op het gebied van de botanie. Al haar latere publicaties hebben betrekking op historische en filosofische onderwerpen.

## Filosofische studies
Tijdens de Tweede Wereldoorlog werd het steeds lastiger om de juiste materialen te verkrijgen voor haar onderzoek. Ze besloot daarom te stoppen met haar laboratoriumwerk en zich te richten op filosofische en historische onderwerpen. Arber publiceerde over historische botanici, zoals een vergelijking tussen Nehemiah Grew en Marcello Malpighi in 1942, John Ray in 1943 en Joseph Banks in 1945.
Ze was tijdens haar schooltijd in aanraking gekomen met het werk van Goethe, en zijn ideeën over plantkunde bleven haar fascineren. In 1946 publiceerde ze Goethe's Botany, een vertaling van Goethe's Metamorphosis of Plants (1790) en Georg Christoph Toblers (1757-1812) Die Natur met een inleiding voor en interpretatie van deze twee teksten.
The Natural Philosophy of Plant Form, gepubliceerd in 1950, wordt als het belangrijkste boek van Arber beschouwd. Ze bespreekt de processen achter de vorming van een onderzoeksconcept en bespreekt de filosofie van de plantmorfologie. Arber gebruikt dit om de structuur van bloeiende planten te onderzoeken, en stelt de "partial-shoot theory of the leaf" voor. Volgens deze theorie is elk element van de plant een scheut of een gedeeltelijke scheut. Bladeren zijn gedeeltelijke scheuten die een verminderde groeicapaciteit hebben.
Haar studies over de filosofie van de plantenmorfologie leidden ertoe dat ze een breder beeld kreeg van de koppeling tussen wetenschap en filosofie. The Mind and the Eye: A Biologist's Standpoint, gepubliceerd in 1954, geeft een introductie van de aard van biologisch onderzoek en ze ontwikkelde een methode voor het uitvoeren van biologisch onderzoek. Arber beschreef onderzoek als een proces van zes stappen: het vaststellen van een vraagstelling of onderwerp; het verzamelen van gegevens middels experimenten of observatie; de interpretatie van de gegevens; het testen van de geldigheid van de interpretatie; het communiceren van de resultaten; en het in context plaatsen van het onderzoek. Volgens Arber hoort het interpreteren van het resultaat bij het in context plaatsen van het onderzoek in termen van geschiedenis en filosofie. Arbers boek is onderscheidend omdat het werd geschreven voordat Thomas Kuhn aantoonde dat een wetenschapper wordt beïnvloed door de opvattingen van anderen in hun vak en voordat Ernst Mayr kritiek uitte op het beschrijven van de filosofie van de biologie op dezelfde manier als de filosofie van de natuurkunde.
Haar laatste boek, The Manifold and the One (1957) heeft betrekking op bredere filosofische vraagstukken. Het boek is een veelomvattende verkenning, gebaseerd op literaire, wetenschappelijke, religieuze, mystieke en filosofische tradities, waarin ze Boeddhistische, Hindoeïstische, Taoïstische benaderingen probeert samen te brengen met Europese filosofieën.

## Publicaties (selectie)
- Arber, Agnes (1912). Herbals: their origin and evolution. A chapter in the history of botany, 1470–1670 (eerste druk). Cambridge University Press.
  - Arber, Agnes (1938) [1912 (herdruk 1953)]. Herbals: their origin and evolution. A chapter in the history of botany, 1470–1670 (tweede druk). Cambridge University Press. ISBN 1-108-01671-5.
  - Arber, Agnes (1986) [1912; tweede druk 1938]. Stearn, William T., ed. Herbals: their origin and evolution. A chapter in the history of botany, 1470–1670 (derde druk). Cambridge: Cambridge University Press. ISBN 978-0-521-33879-0.
- Arber, A. (1920). Water Plants: A Study of Aquatic Angiosperms. Cambridge.
- Arber, Agnes (1925). Monocotyledons: a morphological study. Cambridge University Press. ISBN 9781108013208.
- Arber, A. (1934). The Gramineae. Cambridge.
- Arber, Agnes (1950). The Natural Philosophy of Plant Form. CUP Archive.
- Arber, A. (1954). The Mind and The Eye. Cambridge.
- Arber, A. (1957). The Manifold and the One: a study of the biologist's standpoint